# 386BSD
386BSD (poznat i kao „Džoliks”) bio je juniksolik operativni sistem zasnovan na Berkli softver distribjušonu (BSD). Objavljen je 1992. godine, a radio je na računarski kompatibilnim sistemima zasnovanim na 32-bitnom Intel 80386 mikroprocesoru. Neke od novina 386BSD-a su: bezbednost zasnovana na ulogama, kružni baferi, samo-uređena konfiguracija i modularni dizajn jezgra.

## Literatura
- Jolitz, William F. and Jolitz, Lynne Greer: Porting UNIX to the 386: A Practical Approach, 18-part series in Dr. Dobbs Journal, January 1991 - July 1992.
- Jolitz, William F.; Jolitz, Lynne Greer (1996). Operating System Source Code Secrets. 1 The Basic Kernel. ISBN 978-1-57398-026-5.
- Jolitz, William F.; Jolitz, Lynne Greer (2000). Operating System Source Code Secrets. 2: Virtual Memory. ISBN 978-1-57398-027-2.

## Spoljašnje veze
- www.386bsd.org Informacije o Vilijamu i Linu Jolitzu
- Portiranje Juniksa na 386